# Super Handball League Women
De Super Handball League Women (afgekort: SHL)is de hoogste divisie in de Nederlandse handbalcompetitie. Tot het seizoen 1976/1977 droeg de competitie de naam hoofdklasse. De winnaar van de eredivisie mag zich landskampioen van Nederland noemen.

## Competitieopbouw
In de Super Handball League komen 10 teams uit die in 18 rondes uit- en thuiswedstrijden spelen. De nummers 1 tot en met 6 spelen in een knock-out systeem om het kampioenschap. De nummers 1 en 2 zijn vrijgesteld van het spelen van de eerste ronde. De finale is een best-of-three, en de overige wedstrijden een best-of-two (uit en thuis).
De nummers 7 tot en met 10 van de reguliere competitie, spelen in één poule nacompetitie (6 rondes, uit en thuis). De ploeg die in de reguliere competitie als zevende is geëindigd begint de nacompetitie met 4 punten, aflopend tot 1 punt voor de ploeg die als tiende is geëindigd. De ploeg die in de nacompetitie als laatste eindigt, degradeert.

## Seizoen 2024/25
| Ploeg         | Plaats     | Gemeente       | Provincie     |
| ------------- | ---------- | -------------- | ------------- |
| DSVD          | Deurningen | Dinkelland     | Overijssel    |
| Fortes Venlo  | Venlo      | Venlo          | Limburg       |
| Kwiek         | Raalte     | Raalte         | Overijssel    |
| MHV '81       | Mill       | Land van Cuijk | Noord-Brabant |
| PSV           | Eindhoven  | Eindhoven      | Noord-Brabant |
| Quintus       | Kwintsheul | Westland       | Zuid-Holland  |
| SEW           | Nibbixwoud | Medemblik      | Noord-Holland |
| Vlug en Lenig | Geleen     | Sittard-Geleen | Limburg       |
| VELO          | Wateringen | Westland       | Zuid-Holland  |
| VOC           | Amsterdam  | Amsterdam      | Noord-Holland |
| Volendam      | Volendam   | Edam-Volendam  | Noord-Holland |
| VZV           | 't Veld    | Hollands Kroon | Noord-Holland |

## Naamwijzigingen
Door de jaren heen heeft de eredivisie verschillende naamswijzigingen gehad. In 1954 tot en met 1977 droeg de eredivisie de naam van de Hoofdklasse. Na de nieuwe competitie is sinds de 21e eeuw verschillende bedrijven die de eredivisie financieel hielpen.
- 1954 - 1977; Hoofdklasse
- 1977 - 2001; Eredivisie
- 2001 - 2005; Lucardi Eredivisie
- 2005 - 2013; AfAB Eredivisie
- 2014 - 2017; Lotto Eredivisie
- 2017 - 2024; Eredivisie
- 2024 - heden; Super Handball League Women

## Europese startbewijzen
De startbewijzen worden via een rangschikking verdeeld die door de EHF wordt gepubliceerd. Nederlandse teams kunnen zich daar mee kwalificeren voor de European Handball League (1 startbewijs) en de EHF European Cup (3 startbewijzen).
| Dames - Servië (10,50) - Slowakije (8,17) - Nederland (7,67) - Zwitserland (5,33) - Azerbeidzjan (3,33) |

Ontwikkeling EHF-rangschikking
| Seizoen | 05/06 | 06/07 | 07/08 | 08/09 | 09/10 | 10/11 | 11/12 | 12/13 | 13/14 | 14/15 | 15/16 | 16/17 | 17/18 | 18/19 | 19/20 | 20/21 |
| Rang    | 25    | 29    | 32    | 37    | 35    | 36    | 30    | 31    | 26    | 26    | 26    | 32    | 23    | 18    | 20    | 26    |

Bron: Europese Handbalfederatie, cms.eurohandball.com. Gearchiveerd op 8 november 2008. 

## Landskampioenen

### Lijst van winnaars
| 1954    | UDI            | 1963/64 | Swift Roermond | 1973/74 | Swift Roermond | 1983/84 | Niloc           | 1993/94 | Swift Roermond  |
| 1955    | Athene         | 1964/65 | Swift Roermond | 1974/75 | Swift Roermond | 1984/85 | Ookmeer         | 1994/95 | Swift Roermond  |
| 1956    | Niloc          | 1965/66 | Swift Roermond | 1975/76 | Hellas         | 1985/86 | Ookmeer         | 1995/96 | Swift Roermond  |
| 1957    | Athene         | 1966/67 | Swift Roermond | 1976/77 | Hellas         | 1986/87 | Vlug en Lenig   | 1996/97 | Swift Roermond  |
| 1958    | Athene         | 1967/68 | Niloc          | 1977/78 | Hellas         | 1987/88 | SEW             | 1997/98 | Swift Roermond  |
| 1959    | Zeeburg        | 1968/69 | Swift Roermond | 1978/79 | Swift Roermond | 1988/89 | SEW             | 1998/99 | SEW             |
| 1960/00 | Zeeburg        | 1969/70 | Swift Roermond | 1979/80 | Hellas         | 1989/90 | Vlug en Lenig   | 1999/00 | De Volewijckers |
| 1961    | WLC            | 1970/71 | Niloc          | 1980/81 | Hellas         | 1990/91 | Aalsmeer        | 2000/01 | SEW000000000-   |
| 1962    | Niloc          | 1971/72 | Niloc          | 1981/82 | Swift Roermond | 1991/92 | Swift Roermond  | 2001/02 | Hellas          |
| 1962/63 | Swift Roermond | 1972/73 | Swift Roermond | 1982/83 | Niloc          | 1992/93 | Swift Roermond0 | 2002/03 | SEW             |

| 2003/04 | SEW     | 2013/14 | Dalfsen                 | 2023/24 | HC Groot Venlo |
| 2004/05 | Hellas  | 2014/15 | Dalfsen                 |         |                |
| 2005/06 | Quintus | 2015/16 | Dalfsen                 |         |                |
| 2006/07 | Quintus | 2016/17 | VOC                     |         |                |
| 2007/08 | VOC     | 2017/18 | VOC                     |         |                |
| 2008/09 | VOC     | 2018/19 | VOC                     |         |                |
| 2009/10 | VOC     | 2019/20 | Geen kampioen-.         |         |                |
| 2010/11 | Dalfsen | 2020/21 | Alternatieve competitie |         |                |
| 2011/12 | Dalfsen | 2021/22 | HandbaL Venlo           |         |                |
| 2012/13 | Dalfsen | 2022/23 | VOC                     |         |                |

## Statistieken

#### Titels per club
| Aantal titels | Club                           | Jaren |
| ------------- | ------------------------------ | --- |
| 19            | Swift Roermond                 | 1962/63, 1963/64, 1964/65, 1965/66, 1966/67, 1968/69, 1969/70, 1972/73, 1973/74, 1974/75, 1978/79, 1981/82, 1991/92, 1992/93, 1993/94, 1994/95, 1995/96, 1996/97, 1997/98 |
| 7             | Hellas                         | 1975/76, 1976/77, 1977/78, 1979/80, 1980/81, 2001/02, 2004/05 |
| 7             | Niloc                          | 1956/00, 1961/62, 1967/68, 1970/71, 1971/72, 1982/83, 1983/84 |
| 7             | VOC                            | 2007/08, 2008/09, 2009/10, 2016/17, 2017/18, 2018/19, 2022/23 |
| 6             | Dalfsen                        | 2010/11, 2011/12, 2012/13, 2013/14, 2014/15, 2015/16 |
| 6             | SEW                            | 1987/88, 1988/89, 1998/99, 2000/01, 2002/03, 2003/04 |
| 3             | Athene                         | 1955/00, 1957/00, 1958/00 |
| 2             | HC Groot Venlo (HandbaL Venlo) | 2021/22, 2021/22 |
| 2             | Ookmeer                        | 1984/85, 1985/86 |
| 2             | Quintus                        | 2005/06, 2006/07 |
| 2             | Vlug en Lenig                  | 1986/87, 1989/90 |
| 2             | Zeeburg                        | 1959/00, 1960/00 |
| 1             | Aalsmeer                       | 1990/91 |
| 1             | UDI                            | 1954 |
| 1             | De Volewijckers                | 1999/00 |
| 1             | WLC                            | 1961/00 |

### Aantal seizoenen
Teams die actief zijn in de eredivisie 2023/24 zijn dik gedrukt. De aantal seizoenen is t/m het 1977/1978.
| Club               | Ook bekend als                                 | /61 | Periode                                            |
| ------------------ | ---------------------------------------------- | --- | -------------------------------------------------- |
| Quintus            | HC Westland                                    | 47  | .... - ....                                        |
| SEW                |                                                | 45  | 1979 - ....                                        |
| Vlug en Lenig      |                                                | 37  | 1982 - 1983, 1985 - 2009, 2012 - ....              |
| Hellas             |                                                | 35  | .... - 2007, 2008 - 2015                           |
| VOC                | De Volewijckers                                | 30  | 1994 - ....                                        |
| PSV                |                                                | 20  | 1981 - 1996, 1998 - 1999, 2022 - ....              |
| Swift Roermond     |                                                | 19  | .... - 1987, 1989 - 1990, 1991 - 2000              |
| E&O                |                                                | 18  | 1984 - 1985, .... - 1998, 2003 - 2018, 2023 - ...  |
| Aalsmeer           |                                                | 16  | 1988 - 1994, 2001 - 2008, 2012 - 2014              |
| VZV                |                                                | 17  | 1990 - 1991, 1992 - 1994, 1999 - 2005, 2016 - .... |
| Kwiek              |                                                | 17  | 2002 - 2011, 2015 - 2017, 2020 - ....              |
| Fortes Venlo       | Loreal, HandbaL Venlo, Blerick, HC Groot Venlo | 17  | 1980 - 1981, 2001 - 2002, 2009 - 2010, 2011 - .... |
| OSC                | Ookmeer                                        | 14  | 1982 - 1995, ???? - 2000                           |
| Niloc              |                                                | 13  | .... - 1986, 1987 - 1991                           |
| Dalfsen            |                                                | 12  | 1998 - 1999, 2007 - 2019                           |
| Fortissimo         |                                                | 11  | 2005 - 2013, 2020 - 2022                           |
| AAC 1899           |                                                | 10  | 1996 - 2003, 2004 - 2007, 2009 - 2010              |
| BFC                |                                                | 9   | 2004 - 2010, 2020 - 2023                           |
| Vlugheid en Kracht |                                                | 9   | .... - 1982, 1984 - 1989                           |
| Swift Arnhem       |                                                | 9   | 1978 - 1979, 1981 - 1982, 1983 - 1990              |
| Mosam              |                                                | 9   | 1979 - 1983, 1984 - 1989                           |
| Sittardia          | Sittardia/DVO, DVO                             | 9   | .... - 1984, 1986 - 1988                           |
| DSVD               |                                                | 8   | 1990 - 1992, 2018 - ....                           |
| Foreholte          | Bollenstreek                                   | 8   | 1986 - 1987, 1989 - 1994, 2017 - 2019              |
| Volendam           |                                                | 6   | 2019 - ....                                        |
| Borhave            |                                                | 6   | 2016 - 2022                                        |
| Nieuwegein         |                                                | 6   | 2006 - 2012                                        |
| NEA                |                                                | 6   | 2000 - 2006                                        |
| UVG                |                                                | 5   | 1988 - 1993                                        |
| Ancora             |                                                | 5   | 1980, 1995 - 1997                                  |
| Groene Ster        |                                                | 4   | 1999 - 2001, 2002 - 2004                           |
| DOS                |                                                | 3   | 2013 - 2016                                        |
| DSS                |                                                | 3   | 2010 - 2011, 2014 - 2016                           |
| HandbalAcademie    |                                                | 3   | 2008 - 2011                                        |
| Wings              |                                                | 3   | 2006 - 2009                                        |
| Olympia Hengelo    |                                                | 3   | 1996 - 1997 - 2002 - 2004                          |
| HMS                |                                                | 3   | 1980 - 1981                                        |
| Bevo HC            |                                                | 2   | 1992 - 1993, 2010 - 2011                           |
| Quick '20          |                                                | 2   | 1983 - 1984, 1985 - 1986                           |
| VELO               |                                                | 3   | 2022 - ....                                        |
| MHV '81            |                                                | 1   | 2024 - ...                                         |
| Voorwaarts         |                                                | 1   | 2019 - 2020                                        |
| UDSV               |                                                | 1   | 1995 - 1996                                        |
| SVM                |                                                | 1   | 1994 - 1995                                        |
| Saturnus           |                                                | 1   | 1994 - 1995                                        |
| Tachos             |                                                | 1   | 1990 - 1991                                        |
| Iason              |                                                | 1   | 1987 - 1988                                        |
| DES                |                                                | 1   | 1984 - 1985                                        |
| EMM                |                                                | 1   | .... - 1978                                        |